# St Oran’s Chapel (Iona)

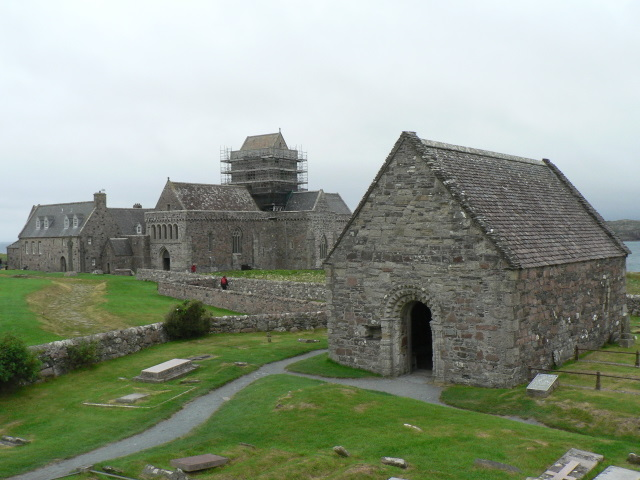
St. Oran’s Chapel, dahinter das Kloster Iona

St. Oran’s Chapel ist ein Kirchengebäude auf der schottischen Hebrideninsel Iona. Es befindet sich auf dem Gelände des Klosters Iona an der Ostküste der Insel gegenüber der Nachbarinsel Mull. Sie ist als Teil der Klosteranlage als Scheduled Monument ausgewiesen.
Das Gebäude ist möglicherweise dem im Jahre 548 auf Iona beerdigten Odran von Iona geweiht. Alternativ kommt die iroschottische Missionarin Oranna in Betracht. Es handelt sich um ein längliches Bruchsteingebäude im romanischen Stil. Es wird über Schlitzfenster erhellt und schließt mit einem schiefergedeckten Satteldach neueren Datums ab.

## Geschichte

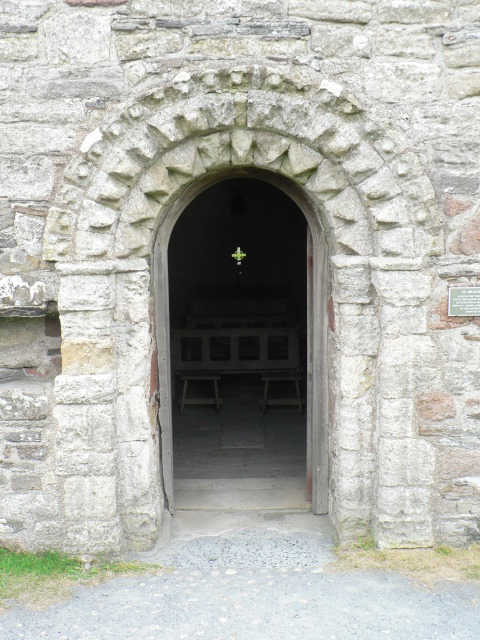
Kircheneingang

Bereits 563 gründete der Heilige Kolumban die älteste Klosteranlage der Insel, die in den folgenden Jahrhunderten zu einem der christlichen Zentren Schottlands erwuchs. Wann genau die St. Oran’s Chapel errichtet wurde, ist nicht gesichert. Eventuell existierte ein Vorgängerbau aus dem 9. oder 10. Jahrhundert, auf welchen dann um 1250 die heutige Kirche aufgebaut wurde. Berichte nach denen Königin Margareta von Schottland den Bau veranlasste, erscheinen ob ihres Todesjahres 1093 jedoch als unwahrscheinlich. Seit MacAlpin, dem letzten König von Dalriada und ersten König von Schottland, gestorben im Jahre 858, bis zu Macbeth sind bis auf zwei Ausnahmen alle schottischen Könige auf dem Friedhof beigesetzt.
Dies und die auf dem Friedhof erhaltenen Keltenkreuze aus dieser Zeit sprechen für die Existenz eines Vorgängerbaus. Auch irische Könige und, nach der Christianisierung der Wikinger, verschiedene Wikingerführer ließen sich dort bestatten. In der Literatur finden sich verschiedene Angaben, nach denen bis zu 46 schottische Könige sowie weitere Könige aus Irland, Norwegen und Frankreich auf Iona begraben lägen. Diese Zahlen sind jedoch nach heutiger Auffassung skeptisch zu betrachten. Von den Königsgräbern ist heute keines mehr erhalten, jedoch konnten einige Gräber verschiedenen mittelalterlichen Clanoberhäuptern zugeordnet werden.